# Donji Popovac
Donji Popovac es una localidad de Croacia situada en el municipio de Slunj, en el condado de Karlovac. Según el censo de 2021, tiene una población de 12 habitantes.

## Demografía
| Gráfica de población de Donji Popovac 1857-2011                    |
|                                                                    |
| Según los censos de población de la Oficina de Estadísticas Croata |